# Nataniel (Leandrow)
Nataniel, imię świeckie Nikołaj Ignatjewicz Leandrow (ur. 18 listopada?/30 listopada 1813, zm. 29 grudnia 1887?/10 stycznia 1888) – rosyjski biskup prawosławny.
Był synem kapłana prawosławnego. Ukończył seminarium duchowne w Jarosławiu i w 1834 został wyświęcony na kapłana. Po czternastu latach został protoprezbiterem. W 1855 został kapelanem cerkwi dworskiej w Korobowie. W 1872 został skierowany do monasteru z przyznaniem emerytury. Rok później złożył wieczyste śluby mnisze, przyjął imię Nataniel i z godnością archimandryty został przełożonym monasteru Objawienia Pańskiego i św. Abrahama w Rostowie.
1 października 1878 przyjął chirotonię na biskupa sarapulskiego, wikariusza eparchii wiackiej. Od 1882 był wikariuszem eparchii permskiej z tytułem biskupa jekaterynburskiego, zaś od 1885 – ordynariuszem samodzielnej eparchii jekaterynburskiej. Odbywał liczne podróże duszpasterskie, jako pierwszy biskup prawosławny odwiedził Mansów. Trzy lata później zmarł.